# Macumae

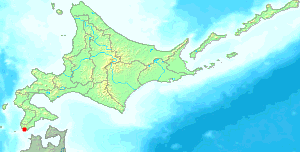
Poloha Macumae na Hokkaidó

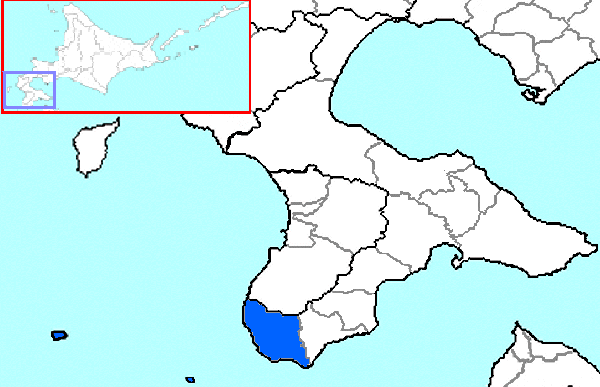

Macumae (松前町; Macumae-čó) je město v okrese Macumae v podprefektuře Ošima na ostrově Hokkaidó v Japonsku.
V bývalém sídelním městě rodu Macumae (han) stojí hrad Macumae. Ten byl postaven v období Edo a je proto velmi neobvyklý pro Hokkaidó.
K 31. březnu 2008 mělo město 9 967 obyvatel, hustotu osídlení 36,51 ob./km² a celkovou rozlohu 293,09 km².